# Coelioxys corduvensis
Coelioxys corduvensis är en biart som beskrevs av Holmberg 1887. Coelioxys corduvensis ingår i släktet kägelbin, och familjen buksamlarbin. Inga underarter finns listade i Catalogue of Life.